# چاخیرلی (گوی‌چای)
چاخیرلی (به لاتین: Caxırlı) یک منطقه مسکونی در جمهوری آذربایجان است که در شهرستان گوی‌چای واقع شده است. چاخیرلی ۳۰۶۲ نفر جمعیت دارد.